# Kontejnerski brod
Kontejnerski brod ili brod za prevoz spremnika je vrsta teretnog broda koji sav svoj teret prevozi u kontejnerima u sklopu tehnike nazvane kontejnerizacija, što je uobičajeno sredstvo intermodalnog prevoza tereta. Na engleskom neformalno poznati i kao box boats (brodovi za kutije), kontejnerski brodovi prevoze većinu svetskog suvog tereta, tj. fabričkih proizvoda, dok se rasuti tereti, kao željezna ruda, ugalj ili pšenica, prevoze brodovima za rasuti teret, a tečni kao nafta i hemikalije tankerima. Po vrsti ukrcavanja dele se na kontejnerski brod sa vertikalnim vodilicama, i kontejnerski brod za vodoravno ukrcavanje, dok se prema nameni dele na velike okeanske, i manje fidere koji opskrbljuju veće brodove u središnjim kontejnerskim lukama.

## Istorija
Razvoj kontejnerskih brodova prati i razvoj kontejnerizacije. Premda se počeci kontejnerizacije prate do 1780, ili čak ranije, globalna standardizacija kontejnera i opreme za rukovanje kontejnerima jedno je od bitnih logističkih inovacija 20. veka. U razvoju i standardizaciji kontejnerizacije bitnu ulogu imale su i vojne opskrbe u doba Drugog svetskog, Korejskog i kasnije Vijetnamskog rata (sistem CONEX), kada je primena kontejnerskog transporta znatno smanjila vreme isporuke tereta. Najraniji kontejnerski brodovi bili su pregrađeni tankeri nakon Drugog svetskog rata. Godine 1951. prvi namenski izgrađen kontejnerski brod započeo je službu u Danskoj, dok su iste godine u SAD brodovi započeli prevoz kontejnera između Sijetlaa i Aljaske.
Prvi stvarni intermodalni kontejnerski sistem koristio je namenski kontejnerski brod Clifford J. Rodgers, izgrađen 1955. u Montrealu, u vlasništvu White Pass and Yukon Route. Na svom prvom putovanju 26. novembra 1955, prevozio je 600 kontejnera između Severnog Vankuvera u Kanadi i Skagveja na Aljasci. U Skagveju, kontejneri su prekrcavani na namenske željezničke vagone radi prevoza u Jukon, u prvom intermodalnom servisu sa korištenjem kamiona, brodova i željeznice. U suprotnom smeru, kontejneri su ispunjavani teretom u Jukonu, te su istim putem, cestovnim vozilima, vozom i brodom dopremani nazad u Sijetl. Taj prvi intermodalni sistem potrajao je mnogo godina.
Dana 26. aprila 1956, kamionski preduzetnik Malkom Maklin ukrcao je 58 kontejnera na pregrađeni bivši tanker za plovidbu od Njuarka (Nju Džerzi) do Hjustona. Novitet u Maklinovom konceptu bila je zamisao upotrebe velikih kontejnera koji se nikada ne otvaraju za vreme tranzita između pošiljaoca i primaoca, prenosivih na intermodalnoj bazi između kamiona, vozova i brodova. Maklin je isprva preferirao izgradnju „brodova za prikolice”, za prevoz prikolica tegljača, ali ta metoda tovarenja, poznata kao RO-RO (roll-on/roll-off) nije prihvaćena zbog velikog gubitka potencijalnog prostora za teret (broken stowage - „loše slaganje”). Umesto toga, modifikovao je originalni dizajn u brod za ukrcavanje isključivo kontejnera, bez prikolica. Kompanija Sea-Land Service, isprva poduzeće za kamionski prevoz, 1956. je uspostavilo prvu kontejnersku liniju između istočne obale SAD i Portorika.
Početkom 1960-ih, usled jasnih prednosti u odnosu na klasične brodove za generalni teret, javlja se zamisao o isključivo kontejnerskim brodovima. Prvi od njih, Fairland, doplovio je 1966. iz Nju Džerzija u Bremen sa teretom isključivo u kontejnerima, te je Sea-land u službu uskoro uveo još tri kontejnerska broda na linijama za Bremen, Roterdam i Grandžmut. Uskoro su i druge američke (CML, U.S. Lines, American Export Isbrandtsen Lines i Moore McCormick Lines) i zapadnoevropske kompanije uspostavile kontejnerske linije, te je sledio nagli razvoj pomorskog kontejnerskog prometa, delom potpomognut i standardizacijom dimenzija kontejnera krajem 1960-ih, koji je do 1969. dosegao 40% ukupnog linijskog tereta preko severnog Atlantika. Godine 1968, uvedeni su u promet na linijama preko severnog Atlantika u velikom broju isključivo kontejnerski brodovi od 22 000 dwt, s kapacitetom od 1200 standardnih kontejnera i sa brzinom od 20 čvorova.
Potkraj 1969. počinju se povlačiti iz prometa kontejnerski brodovi prve generacije, a na njihovo mesto dolaze brodovi druge generacije. Već u polovini 1972. i ti se brodovi zamjenjuju s još većim i bržim brodovima treće generacije. Prvi brod treće generacije iz 1972. bio je Tokyo Bay od 57 000 dwt, koji je britanska kontejnerska kompanija Overseas Container Ltd (OCL) izgradila za liniju Velika Britanija - Daleki istok. Kasnije su izgradena još četiri broda iste serije. Brodovi klase ''Bay sa dve turbine ukupno od 40 000 ks, i s brzinom od 26 čvorova, mogli su ukrcati 2200 TEU. Takođe, zapadnonemački Hapag-Lloyd stavio je u svoju istočnoazijsku liniju četiri broda treće generacije tipa Express po 58 000 , koji su mogli ukrcati 3000 kontejnera i ploviti brzinom od 29 čvorova. Trend povećanja brzine dosegao je vrhunac pre svetske energetske i ekonomske krize 1970-ih, kada je 1972. Sea-Land uveo u promet ekspresni kontejnerski brod Sea-Land McLean na liniji između Njujorka i zapadnoevropskih luka, a do kraja novembra 1973. uveo je u promet na toj ruti ukupno 8 brodova iste klase. To su bili brodovi sa dve turbine po 60 000 ks, i brzinom od 31 do 33 čvorova. Sea-Land McLean postavio je na toj liniji rekord ploveći prosečnom brzinom od 33 do 35 čvorova, što je ne samo najveća brzina postignuta u kontejnerskom prometu preko severnog Atlantika, nego uopšte u svetskoj trgovačkoj mornarici.
U najnovije doba, posebno od kraja 1990-ih, izgrađuju se sve veći kontejnerski brodovi, te je od 240 najvećih, samo 9 izgrađeno pre 2000. godine. Dužina kontejnerskih brodova premašila je dužinu najvećih tankera u službi, te se planiraju i još veće jedinice. Trenutno najveći kontejnerski brod, Emma Mærsk, ima kapacitet 15 200  kontejnera. Godine 2008, južnokorejska brodograđevinska industrija STX, najavila je planove o izgradnji kontejnerskog broda kapaciteta 22 000 , dužine 450 i širine 60 metara, koji ukoliko bude izgrađen, postaće najveći plovni objekat na svetu.

## Vrste
Postepeno se razvilo nekoliko tipova brodova za prevoz kontejnera, od kojih su najznačajniji: Potpuni kontejnerski brodovi (full container ships) sa ćelijama za smeštaj kontejnera u unutrašnjosti broda (cellular type) i u više redova na palubi. Delimični ili polukontejnerski brodovi (partial container ships ili semi-container ships) koji se upotrebljavaju delimično za prevoz kontejnera i delomično za klasični generalni teret. RO-RO brodovi s vodoravnim ukrcajem kontejnera s kamionske prikolice ili željezničkog vagona na brod ili s broda na prikolicu odnosno vagon. Obalski kontejnerski brodovi (feeder service), manji brodovi s ravnom palubom uređenom za smeštaj kontejnera, koji dovoze kontejnere iz manjih luka u glavnu kontejnersku luku radi ukrcavanja na prekomorski brod ili ih iz te luke razvoze u druge, manje luke. Sistemi LASH, s podvrstama Seabee i BACAT, koji u svojim teglenicama prevoze i kontejnere. Konvertibilni kontejnerski brodovi (convertible container ships), u kojima se deo broda ili čitav brod može upotrebiti za smeštaj bilo kontejneriziranog ili konvencionalnog tereta, sa uređajima koji omogućavaju preuređenje broda od putovanja do putovanja.

## Konstrukcija
Osnovna karakteristika po kojoj se kontejnerski brodovi razlikuju od brodova za generalni teret, skladišta su s posebnim ćelijama za svaki kontejner i automatskim slaganjem. Kontejnerski brod je, isto kao i sam kontejner, vrlo jednostavne strukture. Nema međupalublja, nema posebnih otvora na palubi ni dizalica, osim u izuzetnim slučajevima, a nema ni druge opreme za prekrcavanje, jer se uređaji za ukrcavanje i iskrcavanje nalaze na lučkim obalama. Najvažniji tehnički problem kod kontejnerskih brodova strukturne je prirode. Konvencionalni brodovi imaju prostranu i jaku palubu koja pridonosi čvrstoći broda, dok je kod kontejnerskih brodova ćelijskog tipa palubna površina ograničena samo na uske delove između ćelijskih skladišta i bokova broda, tako da ćelijska struktura služi ujedno i za osiguranje stabiliteta broda. Kontejnerski brodovi dizajnirani sa svrhom što veće optimizacije tereta. Kapacitet se meri u kapacitetom ukrcavanja TEU (Twenty-foot equivalent unit), standardnog kontejnera 6,1 × 2,4 × 2,6 metara, premda je većina kontejnera danas u upotrebi dugačka 12 metara. Za razliku od većih brodova, manji, s kapacitetom do 2900 TEU, često su opremljeni vlastitim dizalicama. Zavisno od veličine broda, broj posade varira od 20 do 40 ljudi.

## Pogon
Većina kontejnerskih brodova opremljena je dizel motorima. U ranijim fazama naglog razvoja kontejnerizacije, posebno krajem 1960-ih, posebno brze jedinice, kao brodovi klase Sea-Land McLean bili su opremljeni parnim turbinama što im je omogućavalo čak 33 čvora brzine, ali nakon energetske krize 1970-ih izgradnja i eksploatacija takvih brodova je napuštena radi velikih troškova korištenja. U današnje doba najbrži kontejnerski brod je Hanjin Bremerhaven sa 27 čvorova, dok u većini ostalih slučajeva brzina varira između 24 i 26 čvorova. U brodovima klase Emma Mærsk ugrađen je Wärtsilä-Sulzer 14RTFLEX96-C, trenutno najveći dizelski motor na svetu, težak 2300 tona s 109 000 konjskih snaga (82 MW).

## Brodogradilišta
Veći kontejnerski brodovi (kapaciteta preko 7000 TEU) izgrađeni su u sledećim brodogradilištima: 
- ,[17] Danska
- , Južna Koreja
- , Južna Koreja
- , Južna Koreja
- (IHI), Japan
- , Japan
- , Kina

## Rizik
Neprekidan tranzit kontejnera (u svako doba, između 5 i 6 miliona jedinica) povlači za sobom određeni obim rizika. Neki od tih rizika povezani su s ukrcavanjem i iskrcavanjem kontejnera, što između ostalog utiče na stabilitet broda. Bilo je slučajeva nestručnih utovarivanja kontejnera i prevrtanja, što se nastoji izbeći upotrebom kompjuterskih ukrcajnih sistema (MACS3). Procenjeno je da kontejnerski brodovi svake godine izgube preko 10 000 kontejnera za vreme plovidbe, u većini slučajeva za vreme nevremena ili uzburkanog mora, što stvara ekološku pretnju.

## Najveći kontejnerski brodovi
Glavni članak: Popis najvećih kontejnerskih brodova
| Izgrađen | Ime | Broj jedinica | Dužina o.a. | Širina  | Kapacitet TEU | BRT     | Vlasništvo | Zastava   |
| -------- | --- | ------------- | ----------- | ------- | ------------- | ------- | ---------- | --------- |
| 2006.    |     | 7             | 397,7 m     | 56,4 m  | 15 200        | 151 687 |            | Danska    |
| 2009.    |     | 6             | 365,50 m    | 51,20 m | 14 000        | 153 092 |            | Panama    |
| 2009.    |     | 6             | 366 m       | 51 m    | 14 000        | 151 559 |            | Panama    |
| 2008.    |     | 1             | 346,5 m     | 45,6 m  | 10 960        | 128 600 |            | Cipar     |
| 2005.    |     | 5             | 367,3 m     | 42,8 m  | 10 150        | 97 933  |            | Danska    |
| 2002.    |     | 6             | 348,7       | 42,6 m  | 6600          | 96 000  |            | Danska    |
| 2006.    |     | 4             | 350 m       | 42,8 m  | 9450          | 99 833  |            | Grčka     |
| 2006.    |     | 3             | 350 m       | 42,8 m  | 9415          | 99 500  |            | Francuska |
| 2003.    |     | 5             | 352,6 m     | 42,8 m  | 9310          | 93 496  |            | Danska    |
| 2006.    |     | 2             | 338,2 m     | 45,6 m  | 9200          | 97 825  |            | Panama    |
| 2005.    |     | 5             | 336,7 m     | 45,6 m  | 9178          | 90 500  |            | Liberija  |
| 2006.    |     | 1             | 348,5 m     | 42,8 m  | 9100          | 107 551 |            | Liberija  |
| 2006.    |     | 2             | 336 m       | 45,8 m  | 9040          | 89 000  |            | Japan     |

## Najprometnije luke
TEU (Twenty-foot equivalent unit) je kontejner od 20 stopa dužine (6,1 m), te kontejner od 40 stopa (12,192 m) iznosi 2 TEU.
| Poredak | Luka        | Država | TEU (u 1000) | +/- od 2004. | % promjene od 2004. |
| ------- | ----------- | ------ | ------------ | ------------ | ------------------- |
| 1       | Singapur    | SIN    | 23 192       | 1863         | 8,73                |
| 2       | Hongkong    | KIN    | 22 427       | 443          | 2,02                |
| 3       | Šangaj      | KIN    | 18 084       | 3527         | 24,23               |
| 4       | Šendžen     | KIN    | 16 197       | 2582         | 18,96               |
| 5       | Busan       | JKO    | 11 843       | 413          | 3,61                |
| 6       | Kaohsiung   | TAJ    | 9471         | 0            | 0,00                |
| 7       | Roterdam    | HOL    | 9287         | 1006         | 12,15               |
| 8       | Hamburg     | NEM    | 8088         | 1085         | 15,49               |
| 9       | Dubai       | UAE    | 7619         | 1190         | 18,51               |
| 10      | Los Anđeles | SAD    | 7485         | 164          | 2,24                |

## Literatura

### Operacije na brodu
- Aragon, James R.; Messer, Tuuli Anna (2001). Master's handbook on ship's business. Cambridge, Md: Cornell Maritime Press. ISBN 978-0-87033-531-0.
- Conrad, Edward E. (1989). „12. Containership Operations”.  Ур.: Hayler, William. Merchant Marine Officers' Handbook: based on the original edition by Edward A. Turpin and William A. MacEwen (5th изд.). Cambridge, Md: Cornell Maritime Press. ISBN 978-0-87033-379-8.
- Huber, Mark (2001). Tanker operations: a handbook for the person-in-charge (PIC). Cambridge, MD: Cornell Maritime Press. ISBN 978-0-87033-528-0.
- Cudahy, Brian J. (2006). Box boats: how container ships changed the world. New York: Fordham University Press. ISBN 978-0-8232-2568-2.
- Hayler, William B.; Keever, John M. (2003). American Merchant Seaman's Manual. Cornell Maritime Pr. ISBN 978-0-87033-549-5.
- Hale, Peck and (2000). „Container Stowage and Securing Systems” (PDF). West Sayville, NY: Peck & Hale. Архивирано из оригинала (PDF) 15. 7. 2011. г. Приступљено 1. 3. 2011.
- Sauerbier, Charles L.; Meurn, Robert J. (2004). Marine Cargo Operations: a guide to stowage. Cambridge, Md: Cornell Maritime Press. ISBN 978-0-87033-550-1.

### Kategorije plovila
- Autoridad del Canal de Panamá (2005). MR Notice to Shipping Number N-1-2005. (PDF). Notices to Shipping. Balboa-Ancon: Autoridad del Canal de Panamá. стр. 11—12. Архивирано из оригинала (PDF) 11. 06. 2011. г. Приступљено 1. 4. 2008.
- Autoridad del Canal de Panamá (2006). Proposal for the Expansion of the Panama Canal: Third Set of Locks Project (PDF). Notices to Shipping. Balboa-Ancon: Autoridad del Canal de Panamá. Архивирано из оригинала (PDF) 21. 7. 2011. г. Приступљено 6. 3. 2011.
- Autoridad del Canal de Panamá (2009). Dimensions for Future Lock Chambers and "New Panamax" Vessels (PDF). Notices to Shipping. Balboa-Ancon: Autoridad del Canal de Panamá. Архивирано из оригинала (PDF) 06. 05. 2009. г. Приступљено 6. 3. 2011.
- Diesel, MAN (2009). „Propulsion Trends in Container Vessels” (PDF). Copenhagen: MAN Diesel. Архивирано из оригинала (PDF) 7. 5. 2012. г. Приступљено 29. 12. 2011.

### Statistike
- Bureau of Transportation Statistics 2007 (2008). Maritime Trade & Transportation (PDF). Washington, D.C.: United States Department of Transportation, Research and Innovative Technology Administration. Архивирано из оригинала (PDF) 10. 5. 2009. г. Приступљено 2. 3. 2011.
- Agency, Central Intelligence (2009). CIA World Factbook 2009. Skyhorse Publishing. ISBN 978-1-60239-080-5. Архивирано из оригинала 12. 08. 2008. г. Приступљено 21. 2. 2011.
- Economic and Social Commission for Asia and the Pacific (2009). Review of Developments in Transport in Asia and the Pacific 2007: Data and Trends (Economic and Social Commission for Asia and the Pacific). New York: United Nations. стр. 144—146. ISBN 978-92-1-120534-3. Архивирано из оригинала 07. 07. 2014. г. Приступљено 5. 3. 2011.
- United Nations Conference on Trade and Development (UNCTAD) (2010). Review of Maritime Transport, 2010. New York and Geneva: United Nations. ISBN 978-92-1-112810-9.
- United Nations Conference on Trade and Development (UNCTAD) (2012). Review of Maritime Transport, 2012 (PDF). New York and Geneva: United Nations. ISBN 978-92-1-112860-4.

### Istorija
- Bohlman, Michael T. (septembar 2001). „ISO's container standards are nothing but good news” (PDF). ISO Bulletin: 12—15. Архивирано из оригинала (PDF) 9. 4. 2008. г.
- Scientist, The New (22. 5. 1958). „News and Comments”. New Scientist. 4 (79): 10. Архивирано из оригинала 7. 7. 2014. г..
- Cudahy, Brian J. (September—October 2006). „The Containership Revolution: Malcom McLean's 1956 Innovation Goes Global” (PDF). TR News. 246: 5—9. Приступљено 1. 3. 2011. Проверите вредност парамет(а)ра за датум: |date= (помоћ).
- Lines, Horizon. „History of Sea-Land, CSX Lines, and Horizon Lines Timeline (1956–Present)”. Horizon Lines web site. Архивирано из оригинала 27. 12. 2010. г. Приступљено 24. 2. 2011.
- International Confederation of Free Trade Unions; Trade Union Advisory Committee to the OECD; International Transport Workers’ Federation; Greenpeace International (2002). More Troubled Waters: Fishing, Pollution, and FOCs. Johannesburg: 2002 World Summit on Sustainable Development.
- Jankowski, William M. (2003). Maritime Shipping Container Security and the Defense Transportation System: Problems and Policy in the 21st Century (Теза). Naval Postgraduate School. Архивирано из оригинала 29. 06. 2011. г. Приступљено 23. 2. 2011.
- Levinson, Marc (2006). The Box: How the Shipping Container Made the World Smaller and the World Economy Bigger. Princeton, N.J: Princeton University Press. ISBN 978-0-691-12324-0.
- Nichols, C. Reid; Williams, Robert G. (novembar 2008). Encyclopedia of Marine Science. Infobase Publishing. стр. 121—122. ISBN 978-0-8160-5022-2. Приступљено 8. 3. 2011.
- Roland, Alex; Bolster, W Jeffrey; Keyssar, Alexander (2008). The way of the ship: America's maritime history reenvisioned. Hobokken, New Jersey: John Wiley and Sons. ISBN 978-0-470-13600-3.
- „The container industry: The world in a box”. The Economist. 16. 3. 2006. Приступљено 22. 2. 2011.

### Bezbednost i sigurnost
- McNicholas, Michael (2008). Maritime security: an introduction. Boston, MA: Butterworth Heinemann. ISBN 978-0-12-370859-5. Приступљено 5. 3. 2011.

## Spoljašnje veze
- RODRIGO DE LARRUCEA, Jaime. „Container Ship Safety” (PDF). Приступљено 19. 4. 2012.